# Verbascum sevanense
Verbascum sevanense är en flenörtsväxtart som beskrevs av Hub.-mor.. Verbascum sevanense ingår i släktet kungsljus, och familjen flenörtsväxter. Inga underarter finns listade i Catalogue of Life.